# Blaesoxipha hunteri
Blaesoxipha hunteri är en tvåvingeart som först beskrevs av Hough 1898.  Blaesoxipha hunteri ingår i släktet Blaesoxipha och familjen köttflugor. Inga underarter finns listade i Catalogue of Life.